# Параткульский сельсовет
Паратку́льский сельсове́т — муниципальное образование со статусом сельского поселения в Далматовском районе Курганской области Российской Федерации.
Административный центр — село Параткуль.

## История
В соответствии с Законом Курганской области от 6 июля 2004 года № 419 сельсовет наделён статусом сельского поселения.

## Население
| 1989 | 2002 | 2010 | 2012 | 2013 | 2014 | 2015 |
| ---- | ---- | ---- | ---- | ---- | ---- | ---- |
| 758  | ↘667 | ↘492 | ↘458 | ↘425 | ↘408 | ↗409 |
| 2016 | 2017 | 2018 | 2019 | 2020 |      |      |
| ↘384 | ↘370 | ↘361 | ↘348 | ↘343 |      |      |

## Состав сельского поселения
| № | Населённый пункт | Тип населённого пункта       | Население |
| - | ---------------- | ---------------------------- | --------- |
| 1 | Беляковка        | деревня                      | ↘187      |
| 2 | Параткуль        | село, административный центр | ↘185      |
| 3 | Сараткуль        | деревня                      | ↘120      |